# Zemplínská župa

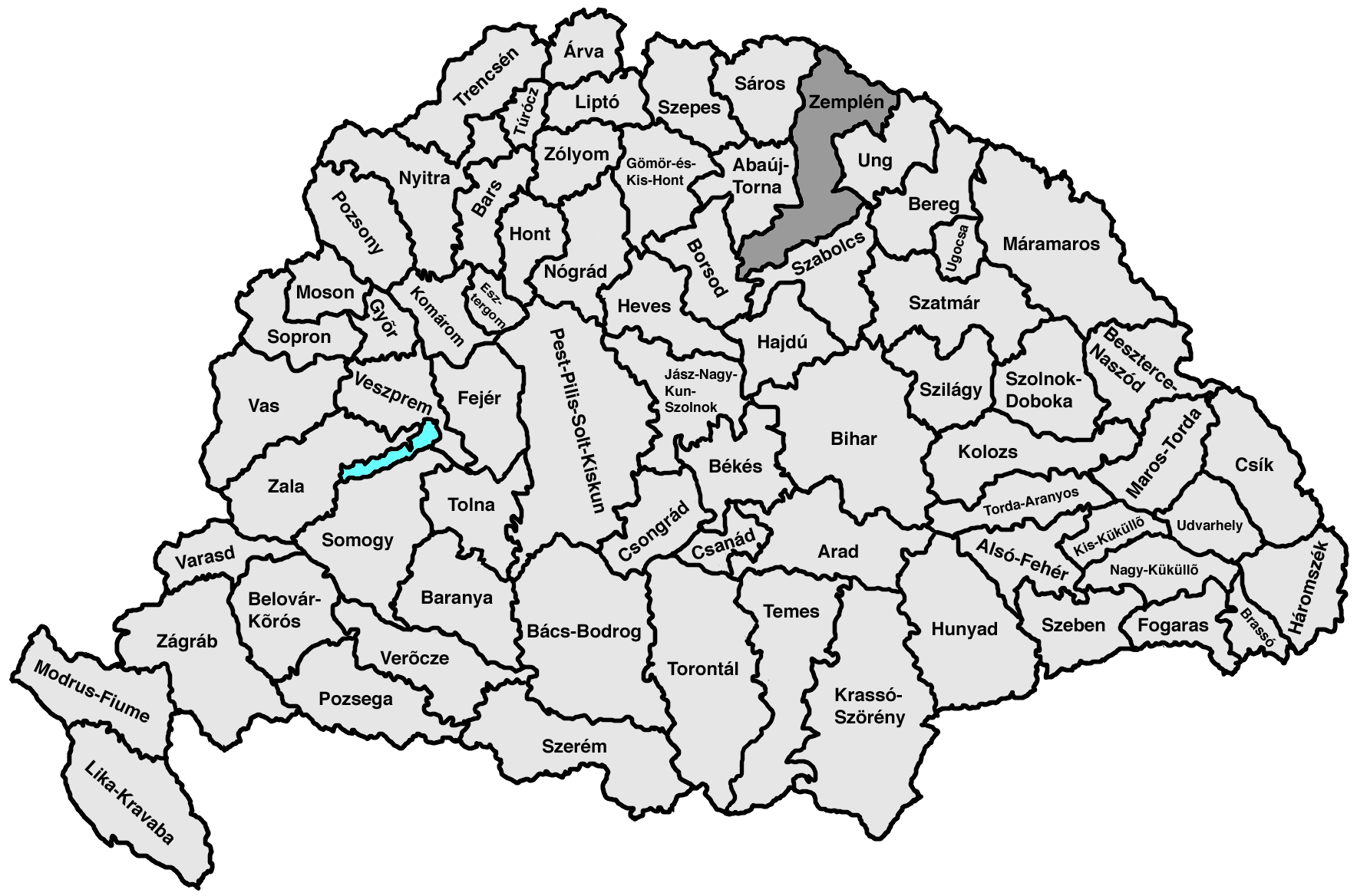
Poloha Zemplínské župy v župním dělení Uherského království

Zemplínská župa (latinsky Zemplinum a comitatus Zempliniensis, německy Semplin a Sempliner Gespanschaft, maďarsky Zemplén (vár)megye) byl komitát, stolice a župa Uherska, po první světové válce i župa Maďarska.

Znak Zemplína

V současnosti je to na Slovensku i název neformálního a turistického regionu na Slovensku, odpovídajícího rozsahu původní župy v rámci území Slovenska, obvykle včetně území Užské župy, o které byl Zemplín rozšířen v roce 1918. Více o současném regionu naleznete v článku Zemplín.

## Uherský komitát / župa / stolice
Zemplínská župa na severu sousedila s Polskem (resp. s Haličí), dále s Abovskou stolicí (později Abovsko-turnianskou), Boršodskou, Sabolčskou, Šarišskou a Užskou župou.
Územím protékají řeky Bodrog, Hornád, Laborec, Latorica, Ondava, Tisa, Topľa. Rozloha župy v roce 1910 byla 6269 km ², patřila ke větším uherským župám. 

### Centrum
Administrativním centrem Zemplína byl Zemplínský hrad. V 13. a první polovině 14. století i Blatný Potok. V 14. století se centrem stalo město (dnes pouhá vesnice) Zemplín. V letech 1470–1490 zasedala sedrie v Sečovcích. Od roku 1748 bylo centrem stolice (župy) Nové Město pod Šiatrom (Sátoraljaújhely) v současném Maďarsku.

### Rody vládnoucích županů
Během středověku se na postu hlavního župana střídaly zejména příslušníci těchto rodů:
- Drugetové (v 16. a 17. století jen tento rod; v letech 1556-1684 jen tři župani nebyli z tohoto rodu)
- Palóciové (páni z Pavlovců)
- Peréniové (z Perína)
- Rozgoňové (páni z Rozhanovců)

Ze Zemplína pocházel také významný uherský rod Rákócziů (z Rakovce nad Ondavou).

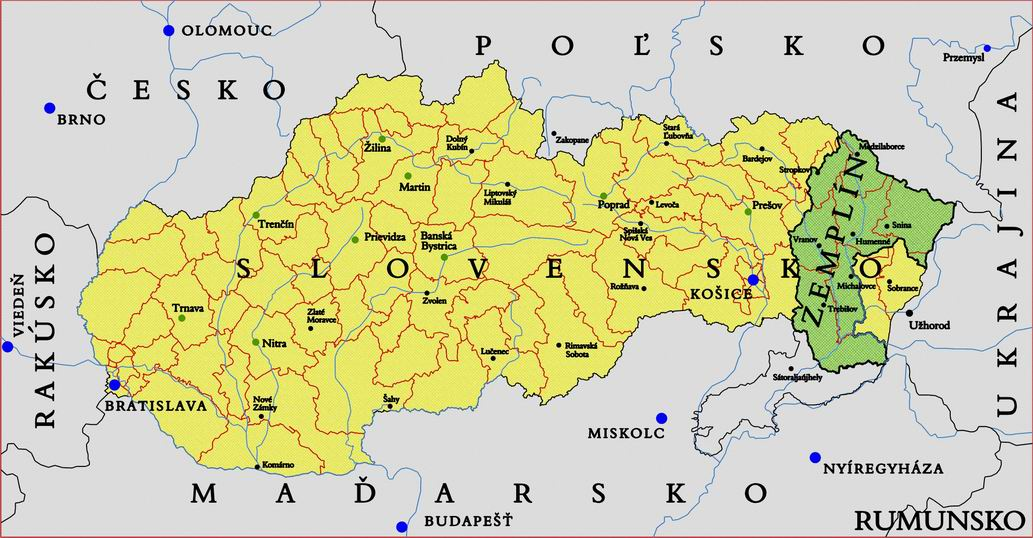
Zemplínská župa na východě Slovenska

### Dějiny
Zemplínský komitát vznikl jako jeden z prvních v Uhersku. Součástí Uherska (nikoli celé území) se možná stal kolem roku 1018 za panování krále Štěpána I. Severní hranice Uherska se posouvaly pohraničním hvozdem stále více na sever, až se koncem 12. století hranice mezi Polskem a Uherskem přirozeně ustálila na hlavním hřebeni Karpat. 
Vedle Zemplínského hradu byl významným centrem i Blatný Potok (Sárospatak), samotný komitát byl v 13. a 14. století známý jako Potocký komitát (comitatus de Potok). Na jihu Zemplínského komitátu existoval Serenčský komitát, který splynul s Zemplínským komitátem nejpozději koncem 14. století, ale ještě koncem 16. století se jeho území rozlišovalo jako Dolnozemplínská stolice. Spojením těchto území vznikl charakteristický protáhlý hákovitý tvar župy, táhnoucí se z širé roviny Alföldu až do karpatských hor.
V 13. století se i Zemplínský komitát změnil na zemanskou (šlechtickou) stolici.
Během tureckých výbojů ve střední Evropě se území Zemplína nikdy nestalo součástí Osmanské říše.
V roce 1622 (Mikulovským mírem) se stolice stala součástí Sedmihradského knížectví, ale po smrti Gabriela Bethlena se opět vrátila Uhersku. Roce 1645 opět připadla Sedmihradsku (Linecký mírem), ale po smrti Jiřího I. Rákócziho se opět stala součástí Uherska.
V roce 1918 (potvrzeno Trianonskou smlouvou roku 1920) se území Zemplína rozdělilo mezi Československo a Maďarsko. Zemplín se na Slovensku spojil se slovenskou částí Užské župy. Součástí Užské župy na Slovensku byl téměř celý okres Sobrance a východní polovina okresu Michalovce. V současnosti se tedy i toto území bývalé Užské župy pokládá za součást Zemplína a označuje se někdy jako mikororegion Sobrance.

### Národnosti
Do 15. století žili na území stolice hlavně Slováci a Maďaři, později během valašské kolonizace k nim na přibyli Rusíni, Lemkové a Huculi, kteří osídlili odlehlý sever a severovýchod stolice, zatímco ve střední části převažovali Slováci a jižní polovinu obývali Maďaři. Ti i v současnosti tvoří na jihu okresu Trebišov v některých oblastech většinu.

### Okresy
Zemplínská stolice se původně dělila na čtyři slúžnovské okresy pojmenované čísly (První, Druhý, Třetí a Čtvrtý slúžnovský okres) a jmény slúžných.
Roku 1773 se již okresy nazývaly následovně:
- - (1.) Podhorský (Processus submontanus)
  - (2.) Ostrovní (Processus insulanus)
  - (3.) Vranovský (Processus Varanoviensis)
  - (4.) Michalovský (Processus Nagy Mihályiensis)
- Na počátku 19. století se župa dělila na šest okresů (Vranovský a Michalovský byly rozděleny):
  - Novoměstský (Processus Ujhelyiensis) (část Vranovského)
  - Stropkovský (Processus Sztropkoviensis) (část Vranovského)
  - Michalovský (Processus Nagy-Mihályensis) (část pův. Michalovského)
  - Ohradzianský (Processus Göröghinensis) (část Michalovského)
  - Tokajský (Processus Tokajensis) (totožný s Podhorským)
  - Zemplínský (Processus Zempliniensis) (téměř totožný s Ostrovním)

V roce 1910 se Zemplínská župa dělila na tyto okresy:
- Okres Sátoraljaújhely (Sátoraljaújhelyi járás)
- Okres Sárospatak (Sárospataki járás)
- Okres Tokaj (Tokaji járás)
- Okres Szerencs (Szerencsi járás)
- Okres Bodrogköz (Medzibodrožie), centrum Královský Chlmec (Bodrogközi járás)
- Okres Michalovce (Nagymihályi járás)
- Okres Sečovce (Gálszécsi járás)
- Okres Vranov nad Topľou (tehdy pouze Vranov) (Varannói járás)
- Okres Stropkov (Sztropkói járás)
- Okres Humenné (Homonnai járás)
- Okres Medzilaborce (Mezőlaborci járás)
- Okres Snina (Szinnai járás)
- Město se zřízeným magistrátem:
  - Sátoraljaújhely